# Формула-1 — Гран-прі Великої Британії 1957
Гран-прі Великої Британії 1957 року — п'ятий етап чемпіонату світу 1957 року з автоперегонів у класі Формула-1, відбувся 20 липня на трасі Ентре біля Ліверпулю.

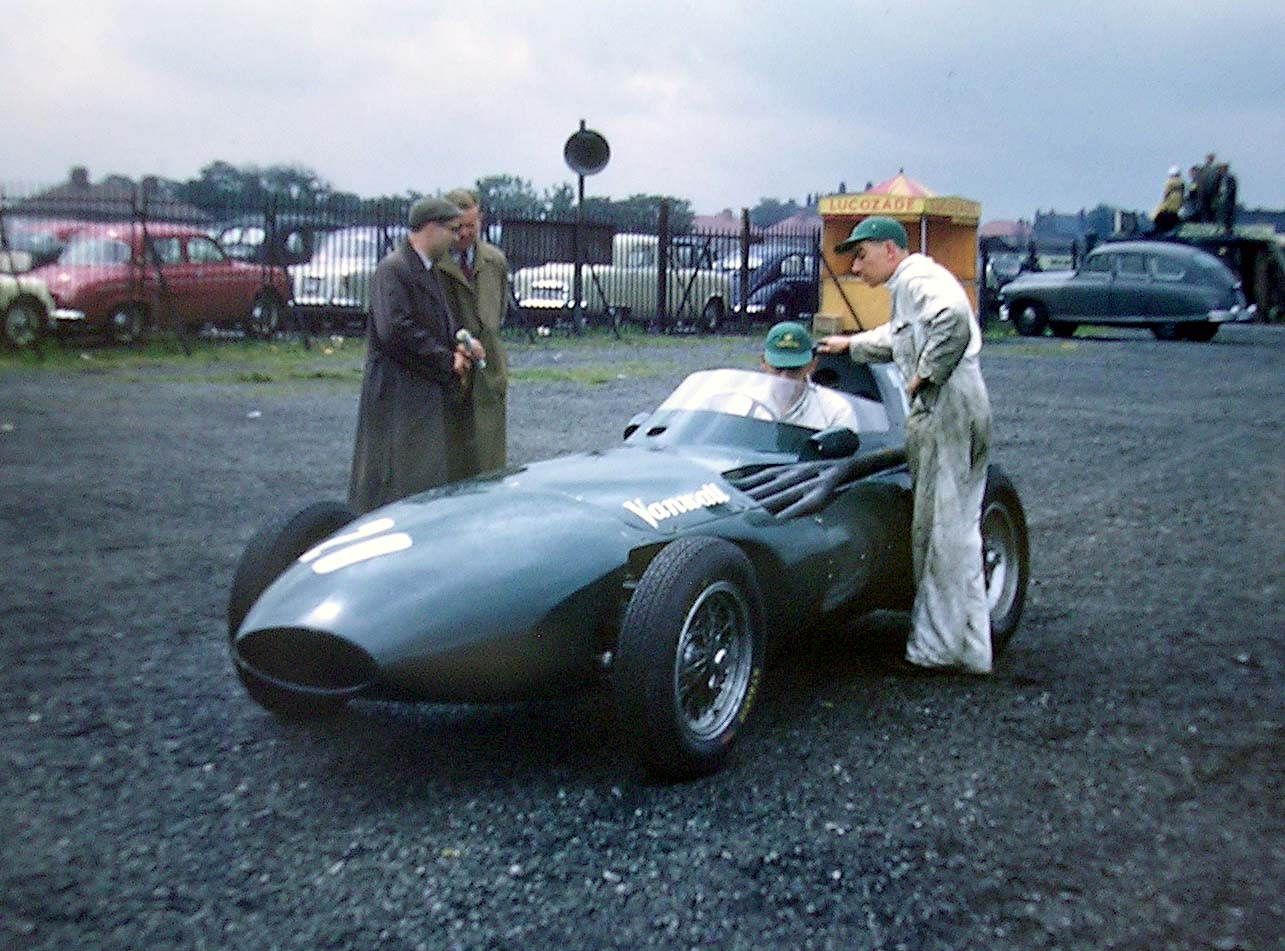
Переможний Vanwall VW5 перед гран-прі

## Перегони
|      | Пілот                          | Команда        | Кіл | Час             | Старт | Очок |
| ---- | ------------------------------ | -------------- | --- | --------------- | ----- | ---- |
| 1    | Стірлінг Мосс Тоні Брукс       | Вонволл        | 90  | 3:06:37.8       | 3     | 4 5  |
| 2    | Луїджі Муссо                   | Феррарі        | 90  | +25.6           | 10    | 6    |
| 3    | Майк Хоторн                    | Феррарі        | 90  | +42.8           | 5     | 4    |
| 4    | Моріс Трентіньян Пітер Коллінз | Феррарі        | 88  | +2 кола         | 9     | 3 0  |
| 5    | Рой Сальвадорі                 | Купер-Клімакс  | 85  | + 5 кіл         | 15    | 2    |
| 6    | Боб Жерар                      | Купер-Брістоль | 82  | + 8 кіл         | 18    |      |
| 7    | Стюарт Льюїс-Еванс             | Вонволл        | 82  | + 8 кіл         | 6     |      |
| 8    | Айвор Буеб                     | Мазераті       | 71  | + 19 кіл        | 19    |      |
| Схід | Джек Бребгем                   | Купер-Клімакс  | 74  | зчеплення       | 13    |      |
| Схід | Жан Бера                       | Мазераті       | 69  | зчеплення       | 2     |      |
| Схід | Пітер Коллінз                  | Феррарі        | 53  | витік води      | 8     |      |
| Схід | Стірлінг Мосс Тоні Брукс       | Вонволл        | 51  | двигун          | 1     |      |
| Схід | Хуан-Мануель Фанхіо            | Мазераті       | 49  | двигун          | 4     |      |
| Схід | Джек Феєрмен                   | БРМ            | 46  | двигун          | 16    |      |
| Схід | Лес Лестон                     | БРМ            | 44  | двигун          | 12    |      |
| Схід | Гаррі Шелл                     | Мазераті       | 39  | водяний насос   | 7     |      |
| Схід | Карлос Мендітегі               | Мазераті       | 35  | трансмісія      | 11    |      |
| Схід | Йо Бонньє                      | Мазераті       | 18  | коробка передач | 17    |      |
| НС   | Горас Ґулд                     | Мазераті       |     | аварія          | 14    |      |